# جذ الحاجز الكحولي
جذّ الحاجز الكحولي (بالإنجليزية: Alcohol septal ablation)‏ هو إجراء تداخلي علاجي عبر الجلد يقوم به اختصاصي أمراض القلب التداخلي لتخفيف الأعراض وتحسين الحالة الوظيفية لمرضى اعتلال عضلة القلب الضخامي الذين يستوفون معايير اختيار سريرية وتشريحية وفسيولوجية صارمة. يكون الإجراء ناجحًا في تخفيف الأعراض لدى أكثر من 90٪ من المرضى المختارين بعناية عند إجراء التداخل على يد اختصاصي أمراض قلب تداخلي خبير.
اعتلال عضلة القلب الضخامي هو حالة تكون فيها عضلة القلب سميكة بشكل غير طبيعي مع عدم وجود سبب فسيولوجي مثل ارتفاع ضغط الدم أو مرض الصمام الأبهري. تؤدي سماكة عضلة القلب في جزء معين من الحاجز البطيني إلى إعاقة خروج الدم من البطين الأيسر كما في اعتلال العضلة القلبية الضخامي الساد.
جذّ الحاجز الكحولي هو تقنية مصممة لتقليل الانسداد الذي يواجهه الدم عند تدفقه من القلب. تسبب هذه التقنية نوبة قلبية صغيرة مسيطرًا عليها؛ ما يؤدي إلى تموّت منطقة معينة من عضلة القلب (مسؤولة عن الانسداد)، وهذا ما يسبب في النهاية نقص سماكتها، فيخف الانسداد.

## نبذة تاريخية
أجري جذّ الحاجز الكحولي أول مرة في بريطانيا في مستشفى رويال برومبتون من قبل أولرخ سغفارت في عام 1994. اكتسبت التقنية منذ ذلك الوقت شهرةً بين الأطباء والمرضى لأنها إجراء طفيف التوغل يُجنِّب الطرفين التخدير العام والاستشفاء المطول والمضاعفات الأخرى المرتبطة بجراحة القلب المفتوح (استئصال عضلة الحاجز).

## التقنية
يجرى جذّ الحاجز الكحولي في مختبر قسطرة القلب، ويجب ألّا يجري هذا إلا أطباء القلب التداخليين الذين تلقوا تدريبًا محددًا لإنجاز هذا الإجراء (تشير الإرشادات الحالية إلى وجوب إنجاز ما لا يقل عن 20 إجراء ناجح لإثبات الكفاءة). وعلى هذا النحو، لا يتوفر هذا الإجراء إلا في عدد قليل من المؤسسات. تشبه هذه التقنية رأب الأوعية التاجية وتستخدم معدات مماثلة. إذ تُستَخدم الأسلاك والبالونات للوصول إلى  الشريان التاجي الذي يغذي المنطقة المستهدفة من عضلة القلب تحت إشراف الأشعة (الأشعة السينية) وتخطيط صدى القلب (الموجات فوق الصوتية). يضخ الطبيب كمية صغيرة من الكحول النقي في الشريان لإنتاج نوبة قلبية صغيرة عند الوصول إلى الشريان المغذي للمنطقة المستهدفة. يعاني المرضى عادةً من ألم خفيف في الصدر أثناء الإجراء الذي يستغرق نحو 60-90 دقيقة لإكماله. يمكن استخدام المسكنات والمهدئات الخفيفة حسب الحاجة، ويبقى المرضى عادةً في المشفى مدة ثلاثة أو أربعة أيام لمراقبة أي مضاعفات، وهذا يتضمن احتمالية الحاجة إلى منظم ضربات القلب الدائم (ناظم خطا دائم) في نحو 5-10٪ من الحالات. تنخفض المضاعفات في المراكز الضخمة التي أجرت أكثر من 50 إجراء والفريق الذي قام بأكثر من 20 إجراء.

## النتائج
يلاحَظ نقصان الانسداد على الفور في غالبية المرضى الذين اختيروا بشكل مناسب وبعناية وفقًا للمعايير. يُعرَّف النجاح السريري بانخفاض يقدر بنسبة 50٪ أو أكثر في مدروج الذروة عبر المسالك الخارجة من القلب، وينبئ بتحسن مستمر في المدروج وبوضع القلب على مدار العام أو العامين التاليين. ينجح الإجراء لدى أكثر من 90٪ من المرضى، مع تحسن في مدروج تدفق الدم الخارج من القلب والارتجاع التاجي. يُبلغ المرضى عادةً عن انخفاض تدريجي في الأعراض، بما في ذلك تحسن ضيق النفس والشعور بالدوار والألم الصدري. يمكن إجراء تخطيط صدى قلب تسلسلي بشكل روتيني لمتابعة تأقلم القلب مع مرور الوقت وتوثيق اخفاض مدروج تدفق الدم.
يُلاحظ امتلاك عملية استئصال عضلة الحاجز الجراحية وجذّ الحاجز الكحولي نتائج مماثلة لنحو 10 سنوات. ومع ذلك، لم تُجرَ أي تجربة استباقية معشاة. ثمة احتمالية لحدوث نمط من عدم انتظام ضربات القلب على المدى الطويل بعد جذّ الحاجز الكحولي، ولكن تبقى احتمالية حدوث ذلك أقل سوءًا من استئصال عضلة الحاجز جراحيًا. من المهم ملاحظة استمرار إمكانية ترشيح المرضى لاستئصال عضلة الحاجز جراحيًا عند عدم استجابتهم على جذّ الحاجز الكحولي والعكس صحيح. تُعتبر عملية ترشيح المرضى لأي إجراء من الإجراءات موضوعًا مهمًا نوقش بشدة في الأوساط العلمية الطبية.